# Manuel Cirer Arbona
Manuel Cirer Arbona (Palma de Mallorca, 18 de julio de 1860- Palma de Mallorca, 1 de septiembre de 1940) fue político, empresario, articulista, profesor, Presidente de la Sociedad Academia Comercial, Directivo de la Cruz Roja, del Ateneo Balear y de la Escuela Mercantil.

## Biografía
Hijo de Nadal Cirer y Dolores Arbona, estudió Bachillerato al Instituto Balear y se gradua en 1876. De joven milita en el Partido Liberal Fusionista. En las elecciones de noviembre de 1911 fue elegido diputado en la Diputación Provincial por el partido republicano junto con Miquel Trian, más adelante milita en el Partido Republicano Democrático Federal siendo fundador y Tesorero, posteriormente en el Partido Republicano Radical Socialista. Cuando se crea el Partido de Izquierda Republicana Balear el 8 de abril de 1934, fue nombrado Presidente de Honor. En las elecciones de 1931 fue elegido regidor del Ayuntamiento de Palma. Toma parte en la vida cultural de la isla a través de publicaciones de artículos de opinión y de crítica de pintura, participa en sociedades como l'Associació d'Artistes Pintors (1911-1915), de la cual era tesorero. Mantuvo una estrecha amistad con Rubén Darío. Lidera iniciativas como la declaración de utilidad pública de todas las aguas de isla de Mallorca reuniéndose con el presidente José Canalejas, la de levantar en Palma un monumento a Ramon Llull motivo por el cual visita en noviembre de 1912 al Alcalde de Barcelona y se entrevista en octubre de 1913 con el presidente de la Diputación de Barcelona Enric Prat de la Riba, la de la cesión por parte del Gobierno Central al Ayuntamiento de Palma en 1931 del Castillo de Bellver y su bosque o la implantación de la gimnasia para combatir el sedentarismo. Junto con Baltasar Champsaur Sicilia, Josep Monlau, Eusebio Estada i Alejandro Rosselló formó parte de la Junta directiva del Ateneo Balear elegida el 1888, en la segunda etapa de la institución. Realiza conferencies y publica artículos de opinión sobre temas de actualidad en los cuales defiende posiciones nacionalistas, catalanistas, progresistas y republicanas. Formó parte de la directiva de la Escuela Mercantil como fundador. Dirigió (1884-1985) el semanario Ecos y Brisas, colabora en la revista Fígaro y los diarios La Almudaina, Última Hora, La Autonomía, La Tarde y Mercurio (Barcelona). Fue profesor de Contabilidad en el Colegio de San Buenaventura de Palma. Presidente de La Cruz Roja en Baleares de 1932 a 1935.